# 風流人タッグ王座
シアタープロレス花鳥風月認定新風流人タッグ王座（シアタープロレスかちょうふうげつにんていふうりゅうじんタッグおうざ）は、シアタープロレス花鳥風月が管理、認定していた王座。

## 歴史
2016年、風流人タッグ王座を創設。
2017年5月28日、シアタープロレス花鳥風月東京タワースタジオ大会で開催された「風流人」に優勝した勝村周一朗&唐澤志陽組が初代王者になった。11月29日、王者の岡田剛史が花鳥風月を退団により、空位となって事実上封印状態となる。
2019年、王座名をシアタープロレス花鳥風月認定新風流人タッグ王座に変更して復活。ただし、歴代王者とは切り離す形で改めて初代王者としてカウントされている。8月10日、暗黒プロレス組織666新木場1stRING大会で行われた初代王座決定戦に勝利した小仲＝ペールワン&山田太郎組が初代王者になった。
2021年、空位となって事実上封印状態となる。

## 歴代王者

### 風流人タッグ王座
| 歴代  | 選手                | 防衛回数 | 獲得日付      | 獲得場所 （対戦相手・その他）         |
| ----- | ------------------- | -------- | ------------- | ------------------------------------- |
| 初代  | 勝村周一朗&唐澤志陽 | 1        | 2017年5月28日 | 東京タワースタジオ AKIRA&矢郷良明     |
| 第2代 | 新井健一郎&服部健太 | 2        | 2017年7月23日 | 新潟市産業復興センター                |
| 第3代 | 政宗&岡田剛史       | 0        | 2017年8月26日 | マリーナホップマーメイドスペース 封印 |

### シアタープロレス花鳥風月認定新風流人タッグ王座
| 歴代  | タッグチーム                    | 戴冠回数 | 防衛回数 | 獲得日付       | 獲得場所 （対戦相手・その他）         |
| ----- | ------------------------------- | -------- | -------- | -------------- | ------------------------------------- |
| 初代  | 小仲＝ペールワン&山田太郎       | 1        | 2        | 2019年8月10日  | 新木場1stRING 服部健太&石坂ブライアン |
| 第2代 | "brother"YASSHI&木下亨平        | 1        | 0        | 2019年11月30日 | 世界観                                |
| 第3代 | 小仲＝ペールワン&山田太郎       | 2        | 0        | 2019年12月8日  | 新木場1stRING                         |
| 第4代 | 服部健太&宇宙銀河戦士アンドロス | 1        | 不明     | 2019年12月22日 | 東京タワースタジオ                    |
| 第5代 | 斎藤拓海&石坂ブライアン         | 1        | 不明     | 2020年12月30日 | 浅草橋ヒューリックホール 封印         |